# David Mackintosh
Dave Mackintosh, med smeknamnet "Compact Dynamo", var tidigare trummis för power metalbandet Dragonforce. Hans spelstil kallas Blast Beat. Han är främst känd för att kunna spela med en mycket hög hastighet.
Innan Dragonforce spelade Mackintosh in två studioalbum med ett av de främsta banden inom symphonic metal, Bal-Sagoth. Skivorna han spelade in var The Power Cosmic och Atlantis Ascendant.